# Piedra de Livingstone y Stanley
La Piedra de Livingstone y Stanley o el Monumento a Livingstone y Stanley (en francés: La Pierre de Livingstone et Stanley) se localiza en Burundi. Se encuentra a 12 km al sur de la capital, Buyumbura, con vistas al lago Tanganyika, y marca el lugar en donde el explorador y misionero Dr. David Livingstone y el periodista y explorador Henry Morton Stanley pasaron dos noches del 25 al 27 de noviembre de 1871. Algunos locales de Burundi afirman que el sitio es donde tuvo lugar la famosa primera reunión de Livingstone y Stanley, en la que éste pronunció las famosas palabras: Doctor Livingstone, supongo.